# Pavel Bunčák
Pavel Bunčák (ur. 4 marca 1915 w Skalicy, zm. 5 stycznia 2000 w Bratysławie) – słowacki poeta, tłumacz i historyk literatury.

## Życiorys
W latach 1942–1955 był redaktorem wielu czasopism, gazet i wydawnictw, potem został pracownikiem naukowym Wyższej Szkoły Pedagogicznej, a po jej likwidacji Uniwersytetu im. Komenskiego w Bratysławie. W latach 30. tworzył poezje pod wpływem symbolizmu i czeskiego poetyzmu, a stopniowo coraz bardziej pod wpływem surrealizmu (zbiór Neusínaj, zažni slnko 1941). W 1966 wydał zbiór wierszy Je to pravda, je to sen, 1971 zbiór Hrdá samota, 1978 – Spáč s kvetinou, a 1987 – Škola nostalgie (wyd. pol. Z tobą i sam 1988). Poza tym pisał eseje o współczesnej literaturze i tłumaczył poezję francuską, rosyjską i polską – m.in. 1950 opublikował antologię współczesnej polskiej poezji Pol'ské verše.